# Centraleuropa

Centraleuropa, enligt en snäv (kulturellt och politiskt betingad) definition: Tyskland, Polen, Tjeckien, Slovakien, Ungern, Slovenien, Österrike, Liechtenstein och Schweiz.

Centraleuropa, eller Mellaneuropa, är en region i mitten av Europa. Den ligger mellan de löst definierade regionerna Nordeuropa, Östeuropa, Sydeuropa, Västeuropa och Sydöstra Europa. Tydliga geografiska begränsningar saknas och vilka stater som omfattas av regionen varierar, men floden Rhen, Alperna, Karpaterna, Pripjatträsken och Östersjön kan användas som avgränsning.
Historiskt har termen Centraleuropa vanligen avsett de områden som tillhörde Tysk-romerska riket, Ungern och Polen, vilket under sent 1800-tal innebar Tyska riket och Österrike-Ungern.

## Historisk användning
Centraleuropa används som ett politiskt och kulturhistoriskt begrepp, och synen på begreppet har påverkats av historiska och politiska skeenden. Termen användes sällan i politiska sammanhang från slutet av 1940-talet till slutet av 1980-talet eftersom det då fanns en skarp politisk gräns genom centrala Europa, järnridån, som i stället gjorde uppdelningen väst och öst vanlig. Sedan kalla krigets slut har begreppet dock fått förnyad uppmärksamhet.

## Ingående länder

### Snäv definition
Vilka stater som räknas till Centraleuropa varierar, men vanligen[källa behövs] inräknas:
- Liechtenstein
- Polen
- Schweiz
- Slovakien
- Slovenien
- Tjeckien
- Tyskland
- Ungern
- Österrike

### Tillägg
- Stater vars vissa områden ibland inkluderas:
  - Italien de tysktalande dalar av Sydtyrolen samt de nordöstra regioner av Trentino, Trieste och Gorizia har en centraleuropeisk prägel och är historiskt knutna till Österrike-Ungern. Även delar av Lombardiet och Piemonte har en kontinental prägel.
  - Frankrike Alsace och Lorraine regioner är historisk knutna till Tyskland.
- Stater som delvis ibland räknas med men också ofta räknas tillhöra Balkan:
- Serbien
- Kroatien
- Bosnien och Hercegovina

## Den östra och sydöstra gränsen

Kulturpolitisk karta över Centraleuropa eller Mellaneuropa som används och rekommenderas av tyska kommittén för geografiska namn.

Europas mittpunkt ligger i Litauen[källa behövs]. Eftersom detta också är ett huvudsakligen katolskt land, till skillnad från till exempel Lettland och Sverige, räknar många Litauen till Centraleuropa och inte till Nordeuropa. Slovenien har en centraleuropeisk och till viss del alpin prägel. Även Serbiens och Kroatiens norra delar har en centraleuropeisk prägel och ingick historiskt i Österrike-Ungern, men inräknas oftast i Sydeuropa eller Balkan. Slovenien, Kroatien och Serbien räknas många gånger som "Balkan" eftersom länderna har tillhört Jugoslavien.
Historiskt har termen Centraleuropa vanligen avsett de områden som tillhörde Tysk-romerska riket, Ungern och Polen, vilket under sent 1800-tal innebar Tyska riket och Österrike-Ungern. Många städer i före detta Österrike-Ungern, exempelvis Timișoara och Lviv utanför det idag centraleuropeiska området, har ännu en stark centraleuropeisk lokal identitet av historiska skäl. Städerna räknas dock sällan som centraleuropeiska idag.
Angående definitionen av Centraleuropa skriver den svenske författaren och historikern Nicolaus Rockberger: ”Att Karpaterbäckenet med omgivande bergskedjor, Alperna, Transsylvanska alperna, Karpaterna och bergskedjorna runt Böhmen och Mähren utgör kärnområdet är obestridligt, det vill säga i stort sett de landområden som ingick i den österrikisk-ungerska monarkin. Att det söder och öster om floderna Drina, Sava och Donau samt de Transsylvanska alperna och Karpaterna är Balkan kan inte heller bestridas. Norrut sträcker sig Centraleuropa till Östersjön och omfattar dagens Polen.” 

## Äldre begrepp
Under början på 1900-talet myntade Friedrich Naumann begreppet Mitteleuropa. Hans "Mitteleuropa" handlar om idén kring en konfederation i Mellaneuropa med Tyskland som ledande stat tillsammans med bland annat dubbelmonarkin Österrike-Ungern och de områden som då tillhörde dessa länder. Baumann presenterade idén i boken med samma namn som kom ut 1915. Delar av de områden som på den tiden kunde betraktas som "Mitteleuropa" räknas idag sällan som Centraleuropa.
Den svenske historikern och professorn Kristian Gerner skriver: ”Under 1700-talet utvecklade upplysningsfilosoferna som en pendang till skapandet av begreppet civilisation tesen om ett avancerat Västeuropa och ett efterblivet Östeuropa. Till det vilda Östeuropa hörde Ryssland, det Osmanska väldet samt större delen av Polen och Ungern. Under 1800-talet- och 1900-talen skedde en mer nyanserad begreppsbildning med innebörden att det fanns en särskild zon mellan Västeuropa och det ortodoxa Östeuropa, nämligen Centraleuropa.” Vidare skriver han: ”Under 1800-talet etablerades begreppet Centraleuropa för att definiera gränsområdet mellan det civiliserade och kultiverade väst och det primitiva, barbariska öst. Det skedde under samma epok som det moderna nationsbegreppet växte fram. De innebar att tyskar, tjecker och slovener, polacker, litauer och ukrainare samt ungrare, slovaker och kroater blev centraleuropéer.” 